# Lahouidjbet
Lahouidjbet là một đô thị thuộc tỉnh Tébessa, Algérie. Dân số thời điểm năm 2002 là 4.431 người.